# Dúbrava (okres Levoča)
Dúbrava (Hongaars: Szepestölgyes) is een Slowaakse gemeente in de regio Prešov, en maakt deel uit van het district Levoča.
Dúbrava telt 347 inwoners.